# Homoranthus bornhardtiensis
Homoranthus bornhardtiensis là một loài thực vật có hoa trong Họ Đào kim nương. Loài này được J.T.Hunter mô tả khoa học đầu tiên năm 1998.